# Most pri Bratislave
Most pri Bratislave (in ungherese Dunahidas, in tedesco Bruck) è un comune della Slovacchia facente parte del distretto di Senec, nella regione di Bratislava.